# Wild Bill Davison
Wild Bill Davison (Defiance, Ohio, 5 de enero de 1906 - Santa Bárbara, California, 14 de noviembre de 1989) fue un cornetista y trompetista estadounidense de jazz. No debe confundirse con el organista Wild Bill Davis.

## Trayectoria
Inicia su carrera en orquestas locales, llegando a realizar una grabación con una de ellas ("Chubb-Steinberg Orchestra") en 1924. Se trasladó después a Nueva York y Chicago, toca en diversas formaciones de jazz tradicional hasta 1933, en que se instala en Milwaukee, donde toca usualmente con sus propias bandas. Tras la gran guerra, trabaja con Art Hodes, Sidney Bechet y  Eddie Condon (con quien permanecerá casi dos décadas). A partir de 1957, pasará largas temporadas en Europa, participando en festivales y sesiones con músicos locales.

## Estilo
Davison fue un trompetista muy influenciado por la forma de tocar de Louis Armstrong, aunque suele asociársele al "Estilo Chicago", por mostrar también influencias de Bix Beiderbecke. Su improvisación era alegre y con un uso frecuente de los registros más graves del instrumento.